# Goethestraße 25 (Mönchengladbach)

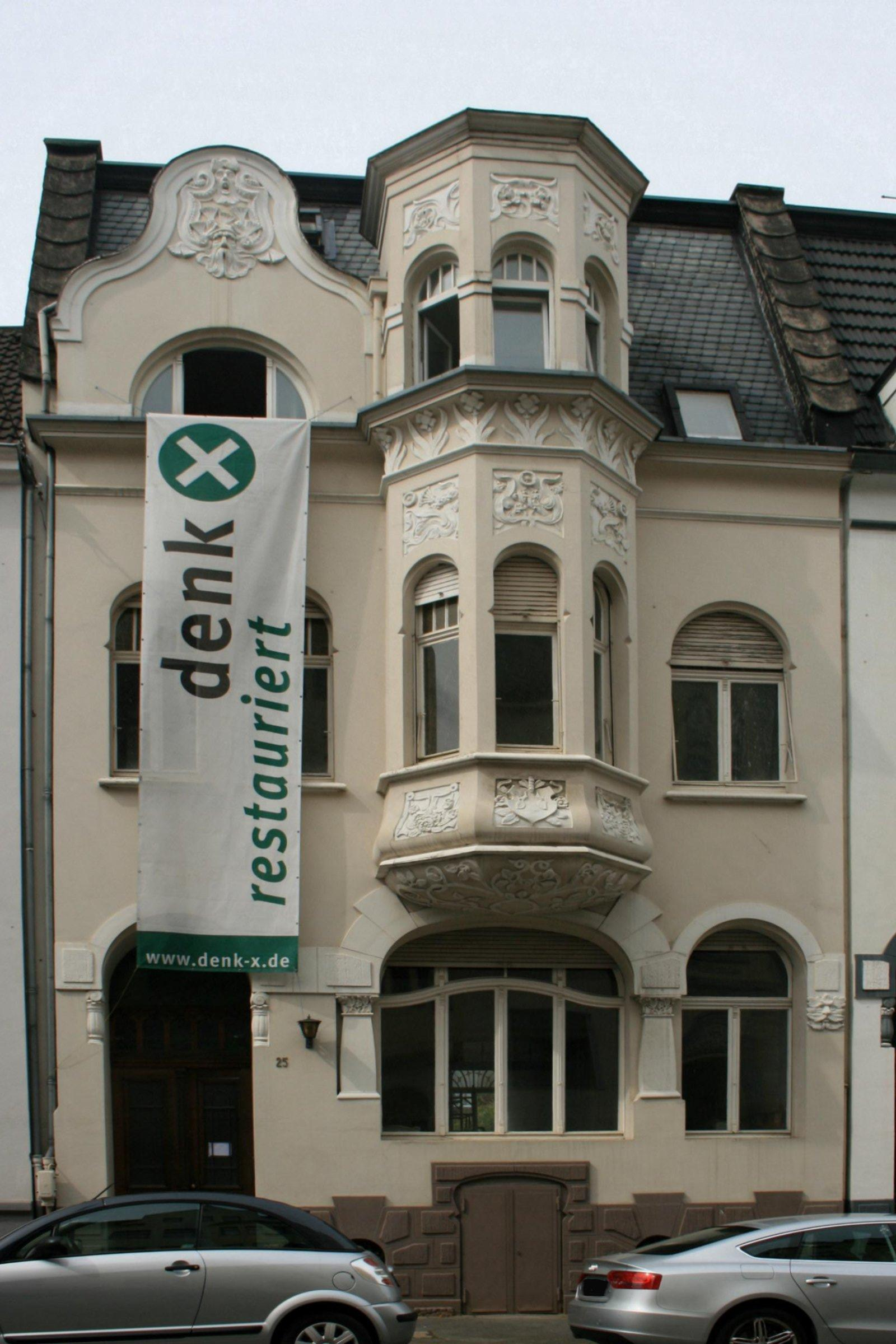
Wohnhaus (2010)

Das Wohnhaus Goethestraße 25 steht in Mönchengladbach (Nordrhein-Westfalen).
Das Gebäude wurde um die Jahrhundertwende erbaut. Es ist unter Nr. G 016 am 14. Oktober 1986 in die Denkmalliste der Stadt Mönchengladbach eingetragen worden.

## Lage
Die Goethestraße liegt in der gründerzeitlichen Erweiterung der Stadt Mönchengladbach in Richtung Eicken. Alle Baulichkeiten stammen aus der Jahrhundertwende, Haus Nr. 25 wird kurz nach 1900 entstanden sein.

## Architektur
Das Haus Nr. 25, dem Haus Nr. 27 recht ähnlich und wahrscheinlich von gleicher Hand, ist ein zweigeschossiger Wohnbau in drei Achsen mit Giebeldach.
Haus Nr. 25 ist ein gelungenes Beispiel gründerzeitlichen Bauens. In Anbetracht seiner dezenten Formgebung mit Anklängen an den Jugendstil und seiner Lage ist der Bau aus stilistischen und stadthistorischen Gründen schützenswert.